# Eparchia mukaczewsko-preszowska
Eparchia mukaczewsko-preszowska (serb. Епархија мукачевско-прешовскаа) – dawna eparchia (diecezja) prawosławna we wschodniej części byłej Czechosłowacji, która podlegała kanonicznej jurysdykcji Serbskiego Kościoła Prawosławnego. Istniała od 1931 do 1945 roku i obejmowała wschodnią Słowację oraz Zakarpacie, a jej centrum znajdowało się w Mukaczewie.

## Historia
Historia prawosławia na terenie późniejszej eparchii mukaczewsko-preszowskiej (region Mukaczewa – obecnie obwód zakarpacki Ukrainy – i Preszowa – wschodnia Słowacja)  sięga słynnej misji świętych Cyryla i Metodego do państwa wielkomorawskiego oraz sąsiednich regionów słowiańskich w IX–X w. Po podboju węgierskim oraz przyjęciu przez Węgrów chrztu w obrządku łacińskim rozwój rytu słowiańskiego został zahamowany. Chrześcijaństwu związanemu z tradycją patriarchatu Konstantynopola udało się przetrwać w północno-wschodnich regionach Górnych Węgier, gdzie powstała prawosławna diecezja mukaczewska, działająca pod auspicjami prawosławnej metropolii kijowskiej.
Prawosławie było szczególnie silne wśród Rusinów aż do połowy XVII wieku, kiedy to w Królestwie Węgier doszło do unii użhorodzkiej (1646). W wyniku tej unii kościelnej utworzono odrębną greckokatolicką eparchię mukaczewską. W okresie forsowania unii z Rzymem oporni prawosławni z regionu nawiązali kontakty z sąsiednią prawosławną eparchią budzińską podległą serbskiemu patriarchatowi Peć, a później z metropolią karłowicką. Jedna z najbardziej wysuniętych na północ parafii Patriarchatu Serbskiego istniała w mieście Komárno, a tamtejsza cerkiew Zaśnięcia Bogurodzicy, zbudowana w XVIII wieku na miejscu starszej świątyni, stoi do dziś. W XVIII i XIX wieku władze monarchii Habsburgów, a następnie Austro-Węgier tłumiły prawosławie w regionie. Nawet na początku XX wieku chrześcijanie, którzy chcieli przywrócić administrację prawosławną w regionie Mukaczewa, byli prześladowani sądownie w „procesach marmaroskich” (pierwszy w 1904 r., drugi w 1913 r.), ponieważ w latach 1902–1903 zwrócili się do serbskiego biskupa budzińskiego Lucjana i do patriarchy karłowickiego Jerzego z prośbą o utworzenie nowych parafii w regionie. Inicjatywa została zablokowana przez władze państwowe, a inicjatorzy zostali oskarżeni o zdradę na rzecz Rosji i skazani za „podżeganie przeciwko narodowi węgierskiemu”. Elementem obciążającym były kontakty z Galicyjsko-Russkim Towarzystwem Dobroczynnym, kierowanym przez Władimira Bobrinskiego.

### Utworzenie diecezji
Dopiero po utworzeniu Czechosłowacji w 1918 r. usunięte zostały ograniczenia prawne co do funkcjonowania prawosławia. W nowej sytuacji znalazły się zwłaszcza wspólnoty we wschodnich częściach kraju, w tym na Rusi Zakarpackiej, która została włączona do Czechosłowacji w 1919 r. Wciąż żywe były tu tradycje prawosławnej eparchii mukaczewskiej, która istniała przed unią użhorodzką w jurysdykcji patriarchy Konstantynopola. W duchu prawosławnego ożywienia wiele osób w regionie opuściło Kościół greckokatolicki. Część lokalnych przywódców szukała oparcia w Rosyjskim Kościele Prawosławny poza granicami Rosji (z czasem podległym Konstantynopolowi), a część w Serbskim Kościele Prawosławnym. To ostatnie rozwiązanie zostało również poparte przez władze Czechosłowacji (1920). W celu uregulowania porządku kościelnego biskup niski Dosyteusz przybył do Czechosłowacji i spotkał się z liderami wspólnoty prawosławnej (1921).
Wśród tych, którzy chcieli przywrócić więź z prawosławiem, był kapłan, początkowo rzymskokatolicki, następnie husycki, Matěj Pavlík, który interesował się prawosławiem. Serbski Kościół Prawosławny przyjął go w szeregi swojego duchowieństwa. Pavlík przyjął tytuł archimandryty wraz z imieniem Gorazd, na cześć św. Gorazda. 25 września 1921 r. archimandryta Gorazd został konsekrowany na biskupa Czech, Moraw i Śląska w soborze Świętego Michała Archanioła w Belgradzie (Królestwie Jugosławii) przez patriarchę Serbii Dymitra. Biskup Gorazd otrzymał zwierzchnictwo nad ziemiami czeskimi.
Jurysdykcja biskupa Gorazda ograniczała się do ziem czeskich, natomiast wyznawcy prawosławia na Słowacji i Zakarpaciu byli stopniowo przygotowywani przez serbskich biskupów  do utworzenie nowej eparchii. Jednocześnie na Zakarpaciu działali się przedstawiciele związanego z Konstantynopolem arcybiskupa Sawwacjusza (Vrabeca).
Ostateczne przygotowania dokonały się w 1930 r. w trakcie wizyty serbskiego biskupa bitolskiego Józefa, którego jednak nie tolerował rząd czechosłowacki. Do końca 1931 r. utworzono nową diecezja, która została nazwana mukaczewską i preszowską. Jej pierwszym ordynariuszem został Damaskin (Grdanički), który ustanowił struktury administracyjne nowej eparchii i utworzył dobrze zorganizowane centrum w Mukaczewie. W 1938 r. jego następcą został biskup Włodzimierz (Rajić). 
W 1938 r., po pierwszym arbitrażu wiedeńskim, południowe części Słowacji i Zakarpacia (w tym Mukaczewo, Użhorod i Berehowo) zostały zaanektowane przez Węgry. W związku z tym administracja eparchii mukaczewsko-pryaszewskiej została przeniesiona do Chustu, dokąd 26 listopada 1938 r. przeniósł się również biskup  Włodzimierz (Rajić). Mianował on Awerkiusza (Tauszewa) administratorem parafii prawosławnych na terytorium okupowanym przez Węgry. W 1939 r. III Rzesza utworzyła z reszty ziem czeskich Protektorat Czech i Moraw i zainstalowała pronazistowski reżim w Republice Słowackiej. W tym samym czasie Węgry zajęły całe Zakarpacie, a w 1941 r. wydaliły biskupa Rajicia do okupowanej przez Niemców Serbii. Na obszarze węgierskiego Zakarpacia podjęto (rękami Sawwacjusza (Vrabeca) i mianowanego przez niego administratorem, byłego dońskiego kapelana, Michaiła Popowa) próbę stworzenia autokefalicznej prawosławnej Cerkwi węgierskiej, co wzbudziło protesty przebywającego w Belgradzie bpa Włodzimierza.

### Likwidacja diecezji
Po zakończeniu II wojny światowej i przyłączeniu Zakarpacia do Związku Radzieckiego diecezja mukaczewsko-pryaszewska została podzielona na dwie części i za zgodą biskupa Włodzimierza (Rajicia) i arcybiskupa Sawwacjusza (Vrabeca) została podporządkowana Patriarchatowi Moskiewskiemu. Z czasem w części wschodniej utworzono eparchię mukaczewską i użhorodzką w ramach Egzarchatu Ukraińskiego, natomiast z zachodniej – eparchię preszowską w jurysdykcji  Kościoła Prawosławnego Czechosłowacji.

## Biskupi mukaczewsko-preszowscy
- Damaskin (Grdanički) (1931–1938)
- Włodzimierz (Rajić)(inne języki) (1938–1945)